# Цапіївка
Цапії́вка — село в Україні, у Сквирській міській громаді Білоцерківського району Київської області. Населення становить 304 осіб.

## Історія

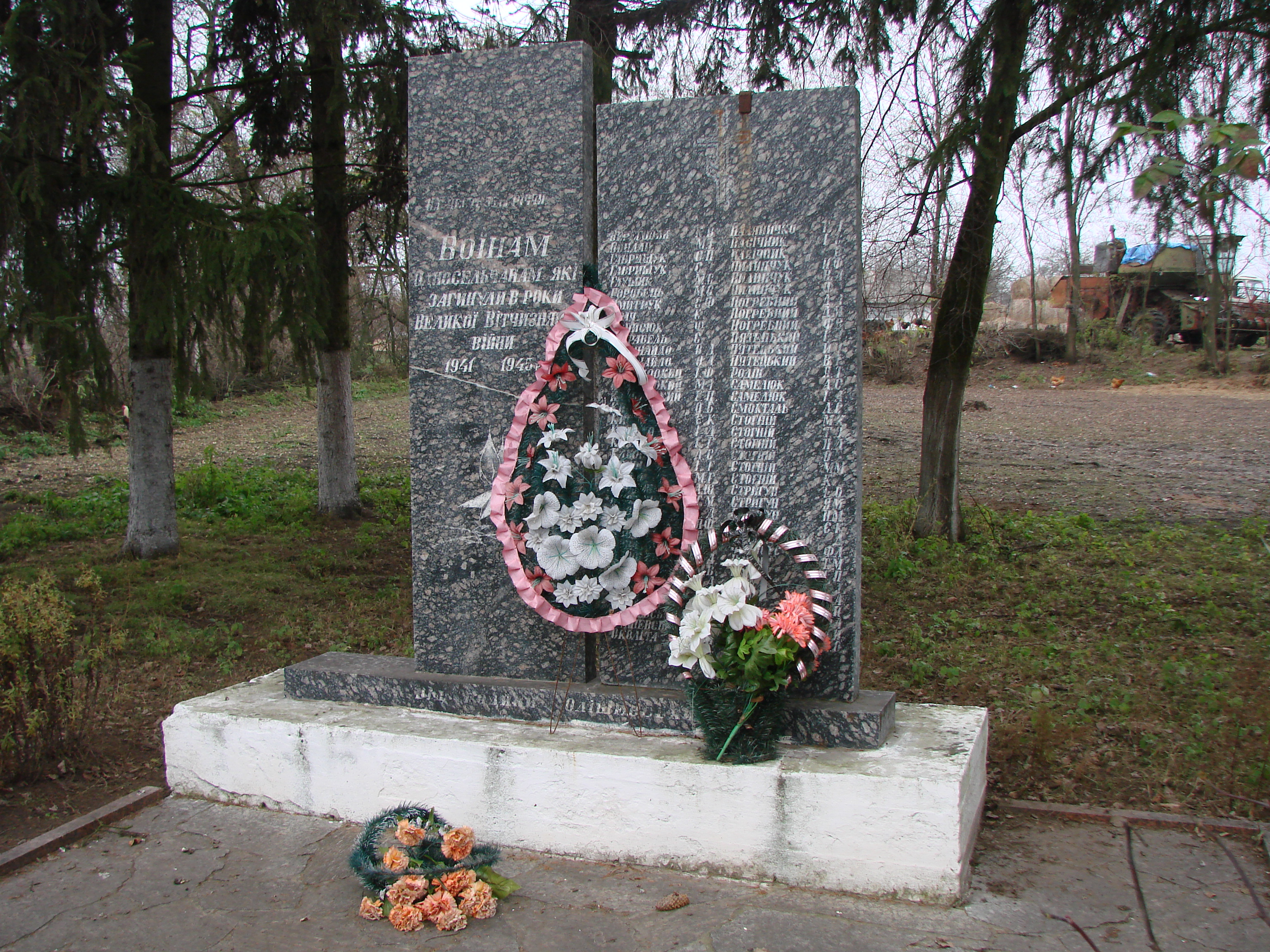
Пам'ятник воїнам-односельцям, Цапіївка

У середині 19 століття вважалася західною частиною Селезенівки. Тоді частіше вживалася назва «Цапівка».
1885 року у колишньому власницькому селі Цапівка Кривошиїнецької волості Сквирського повіту проживало 554 особи, було 49 дворів.
1900 року у власницькому селі (належало Михайлові Пфейферу) Чубинецької волості Сквирського повіту налічувалося 129 дворів, мешкало 836 осіб. У селі були школа грамоти, кузня та запасний хлібний склад. Парафіяни належали до церкви у сусідній Селезенівці.

## Сучасність
Працює магазин, є клуб.

## Населення

### Мова
Розподіл населення за рідною мовою за даними перепису 2001 року:
| Мова       | Кількість | Відсоток |
| ---------- | --------- | -------- |
| українська | 300       | 98.68%   |
| румунська  | 4         | 1.32%    |
| Усього     | 304       | 100%     |